# Werner Ruf

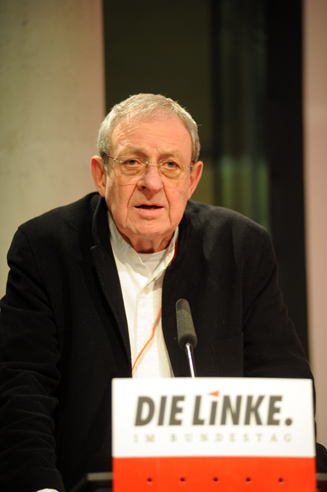
Werner Ruf auf einer Veranstaltung der Partei Die Linke (2011)

Werner Ruf (* 15. Oktober 1937 in Sigmaringen) ist ein deutscher Politikwissenschaftler, Hochschullehrer und Friedensforscher.

## Leben
Werner Ruf studierte Politikwissenschaft und Soziologie, Romanistik und Geschichte in Freiburg im Breisgau, Paris, Saarbrücken und Tunis. Im Jahr 1967 wurde er in Politikwissenschaft in Freiburg promoviert. Von 1967 bis 1968 wurde Ruf als Senior Fellow am Center for International Studies der New York University übernommen. In den 1960er und 1970er Jahren verbrachte er mehrjährige Forschungsaufenthalte in Nordafrika. 
Von 1971 bis 1975 wurde Ruf zum professeur associé an der Universität Aix-Marseille III ernannt und übernahm dort als Forschungsdirektor das CRESM (Centre de Recherches et d’Etudes sur les Sociétés Méditerranéennes, heute IREMAM: Institut de Recherches et d’Etudes sur le Monde Arabe et Musulman). Im Jahr 1974 folgte er einem Ruf als Professor für Soziologie an die Universität Duisburg-Essen und wechselte 1982 an die Universität Kassel, wo er bis 2003 als Professor für Internationale und Intergesellschaftliche Beziehungen und Außenpolitik tätig war.
Werner Ruf war mehrere Jahre Vorstandsmitglied der Arbeitsgemeinschaft für Friedens- und Konfliktforschung (AFK) und von 2010 bis 2013 Dozent an der European Peace University Stadtschlaining (Österreich). 
Darüber hinaus übernahm Ruf gutachterliche Tätigkeiten u. a. für das  Bundesministerium für wirtschaftliche Zusammenarbeit, das Auswärtige Amt und die EU-Kommission. 
Werner Ruf war Mitglied der 2015 aufgelösten AG Friedensforschung und ist Vertrauensdozent der Rosa-Luxemburg-Stiftung.
Im April 2022 gehörte Ruf zu den Unterzeichnern eines offenen Briefes, in welchem Bundeskanzler Olaf Scholz aufgefordert wurde, im Zuge des russischen Überfalls auf die Ukraine der Ukraine keine Waffen zu liefern sowie die Regierung in Kiew zu ermutigen, den militärischen Widerstand zu beenden.

## Publikationen (Auswahl)

### Als Autor
- Der Burgibismus und die Außenpolitik des unabhängigen Tunesien. Bertelsmann Universitätsverlag, Gütersloh 1969. (Erschien in arabischer Übersetzung 2013 in Tunis)
- Die neue Welt-UN-Ordnung. Vom Umgang des Sicherheitsrates mit der Souveränität der „Dritten Welt“. Münster 1994, ISBN 3-929-44038-5. (Erschien in arabischer Übersetzung 2013 in Tunis)
- Die algerische Tragödie. Vom Zerbrechen des Staates einer zerrissenen Gesellschaft. Münster 1997, ISBN 3-929-44094-6.
- Der Islam – Schrecken des Abendlandes. Wie sich der Westen sein Feindbild konstruiert. Köln 2012, ISBN 3-8943-8484-0.
- Islamischer Staat und Co. Profit, Religion und globalisierter Terror. Köln 2016.

### Als Herausgeber
- Politische Ökonomie der Gewalt – Staatszerfall und die Privatisierung von Gewalt und Krieg. Opladen 2003, ISBN 3-810-03747-8.
- Periplus. Jahrbuch für außereuropäische Geschichte 2012: Wandel in der arabischen Welt. Berlin 2012, ISBN 3-643-11818-X.